# Suka Mana
Suka Mana is een bestuurslaag in het regentschap Musi Rawas van de provincie Zuid-Sumatra, Indonesië. Suka Mana telt 3129 inwoners (volkstelling 2010).